# Alexander Varshavsky

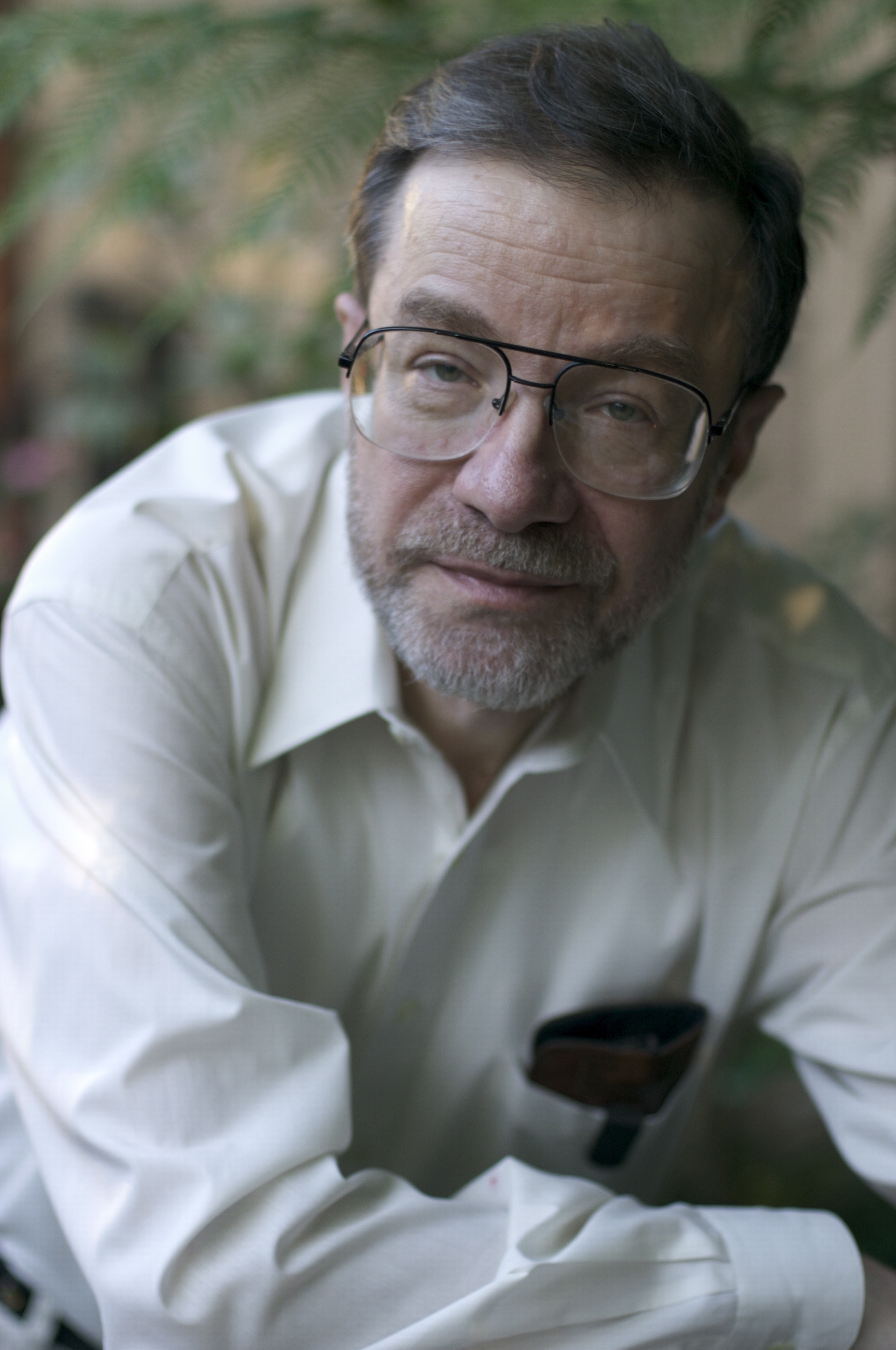
Alexander Varshavsky, 2006

Alexander Varshavsky (russisch Александр Яковлевич Варшавский; * 8. November 1946 in Moskau) ist ein russisch-US-amerikanischer Biochemiker und Professor am California Institute of Technology.

## Leben
Varshavsky erwarb 1970 einen Bachelor in Chemie an der Universität Moskau und 1973 einen Ph.D. für Biochemie am Institut für Molekulare Biologie in Moskau. Von 1973 bis 1976 war er dort Forschungsassistent. 1977 emigrierte Varshavsky in die USA, wo er im Department of Biology am Massachusetts Institute of Technology zunächst eine Juniorprofessur übernahm (1977 Assistant Professor, 1980 Associate Professor) und 1986 ordentlicher Professor wurde. 1992 wechselte er an das California Institute of Technology, wo er Howard and Gwen Laurie Smits Professor für Zellbiologie ist.

## Wirken
Mittels genetischer Untersuchungen an Hefen und Zellkulturen höherer Organismen konnte Varshavsky zahlreiche Bedeutungen des Ubiquitin-Systems beim Abbau von Proteinen nach der N-End Rule aufklären, die eine wichtige Rolle im Zellzyklus, in der Apoptose, in der malignen Transformation, der Entzündungsregulation und der Immunantwort spielt.

## Auszeichnungen (Auswahl)
- 1987 Mitgliedschaft in der American Academy of Arts and Sciences[3]
- 1995 Mitgliedschaft in der National Academy of Sciences
- 1999 Gairdner Foundation International Award[1]
- 2000 Albert Lasker Award for Basic Medical Research
- 2000 Alfred P. Sloan, Jr. Prize
- 2001 Pasarow Award
- 2001 Max-Planck-Forschungspreis
- 2001 Louisa-Gross-Horwitz-Preis
- 2001 Mitgliedschaft in der American Philosophical Society
- 2001 Wolf-Preis in Medizin
- 2001 Massry-Preis
- 2001 Ausländisches Mitglied der European Molecular Biology Organization
- 2002 E. B. Wilson Medal
- 2002 Mitgliedschaft in der American Association for the Advancement of Science
- 2005 Auswärtiges Mitglied der Academia Europaea[4]
- 2006 Léopold Griffuel-Preis
- 2006 March of Dimes Prize in Developmental Biology
- 2007 Schleiden-Medaille
- 2011 BBVA Foundation Frontiers of Knowledge Awards
- 2012 Otto-Warburg-Medaille
- 2012 König-Faisal-Preis für Wissenschaft
- 2014 Breakthrough Prize in Life Sciences
- 2014 Albany Medical Center Prize
- 2016 Grande médaille de l’Académie des sciences
- 2017 Heinrich-Wieland-Preis
- 2024 Dr. Paul Janssen Award for Biomedical Research